# Episteira delicata
Episteira delicata là một loài bướm đêm trong họ Geometridae.